# Campoplex disjunctus
Campoplex disjunctus är en stekelart som beskrevs av Henry Keith Townes, Jr. 1964. Campoplex disjunctus ingår i släktet Campoplex och familjen brokparasitsteklar. Inga underarter finns listade.